# Suha (Škofja Loka, Slovenija)
Suha je naselje u slovenskoj Općini Škofji Loki. Suha se nalazi u pokrajini Gorenjskoj i statističkoj regiji Gorenjskoj. 

## Stanovništvo
Prema popisu stanovništva iz 2002. godine naselje je imalo 158 stanovnika.